# Kamieniec Ząbkowicki (plaats)
Kamieniec Ząbkowicki (Duits: Kamenz in Schlesien) is een dorp in het Poolse woiwodschap Neder-Silezië, in het district Ząbkowicki. De plaats maakt deel uit van de gemeente Kamieniec Ząbkowicki en telt 4200 inwoners.
In 1838 liet prinses Marianne van Oranje-Nassau in het destijds Pruisische Kamenz het Slot Kamenz bouwen. Dit slot werd in 1945 verwoest door het Rode Leger. De Duitse bevolking werd in 1945 verdreven. De nieuwe bewoners waren Polen die op hun beurt door de Sovjets uit Oost-Polen verdreven waren. Slot Kamenz werd in 1995 gerestaureerd.

## Verkeer en vervoer
- Station Kamieniec Ząbkowicki